# 鞍馬駅
鞍馬駅（くらまえき）は、京都府京都市左京区鞍馬本町にある叡山電鉄鞍馬線の駅。終着駅である。駅ナンバリングはE17。第1回近畿の駅百選に選出されている。

## 歴史
- 1929年（昭和4年）10月20日：現在の駅の位置から400メートル起点寄りに鞍馬電気鉄道の鞍馬仮駅が開業[3][4]。
- 1929年（昭和4年）12月20日：鞍馬駅（現駅）が開業。鞍馬仮駅廃止[3]。
- 1942年（昭和17年）8月1日：会社合併により京福電気鉄道鞍馬線の駅となる[4]。
- 1986年（昭和61年）4月1日：京福電気鉄道が鞍馬線を叡山電鉄に譲渡、叡山電鉄鞍馬線の駅となる[4]。
- 2002年（平成14年）：駅前に天狗のオブジェが展示される[5]。
- 2019年（令和元年）10月18日：駅前の大天狗が2代目にリニューアルする（初代は12月20日まで展示）[5]。

## 駅構造
島式ホーム1面2線を有する地上駅。出入口は分離されており、出口のすぐ外側にトイレが設置されている。駅舎は寺院風の木造建築であり、京阪鴨東線開業時に改築された。
朝晩以外は駅員が配置されている。また、自動券売機が設置されており、9時30分から16時30分（観光シーズンなどは延長あり）まで稼動する。駅員が配置されている間は、出町柳からの電車が到着し、乗客がすべて下車するまでは、入口にロープが張られるためホームに入場することはできない。無人時間帯は電車にて無人駅と同様の扱いを行う。駅舎は閉鎖され、駅舎左側を回り有人時間帯の出口横の通路よりホームに入る。なお、駅前からホームまではほぼ平面である。また、駅本屋の天井は、格子天井であるが、四隅の 「煙出し(換気孔)」には、「京」の字が、デザインされている。
駅前に天狗のオブジェがあり、構内にデナ21形電車の先頭部と動輪が保存されている。また、駅舎内でピンバッジなどのオリジナルグッズの販売を行っている。

### のりば
| 番線 | 路線    | 行先               |
| ---- | ------- | ------------------ |
| 1・2 | ■鞍馬線 | 宝ケ池・出町柳方面 |

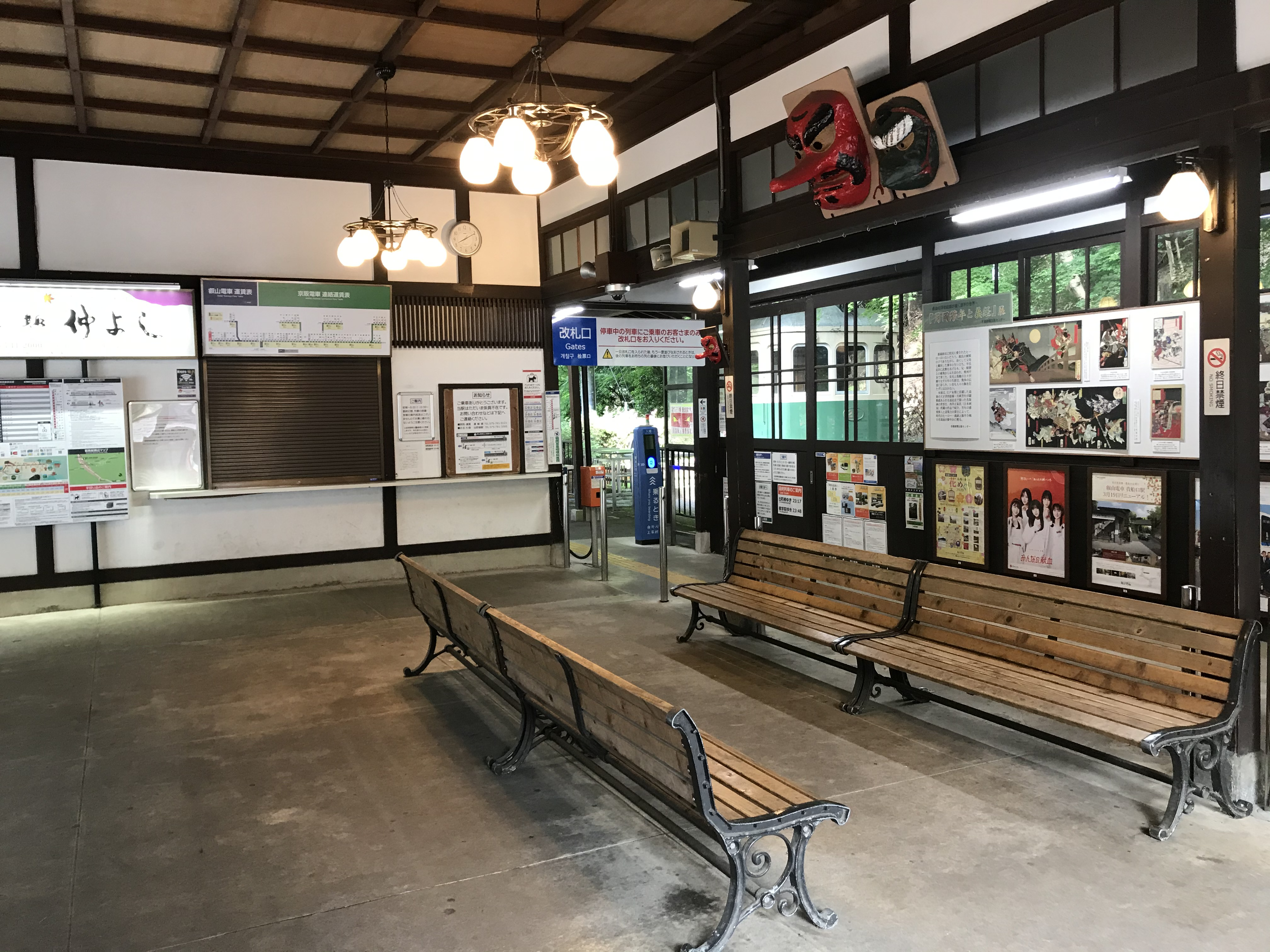
駅舎内観（2020年5月）
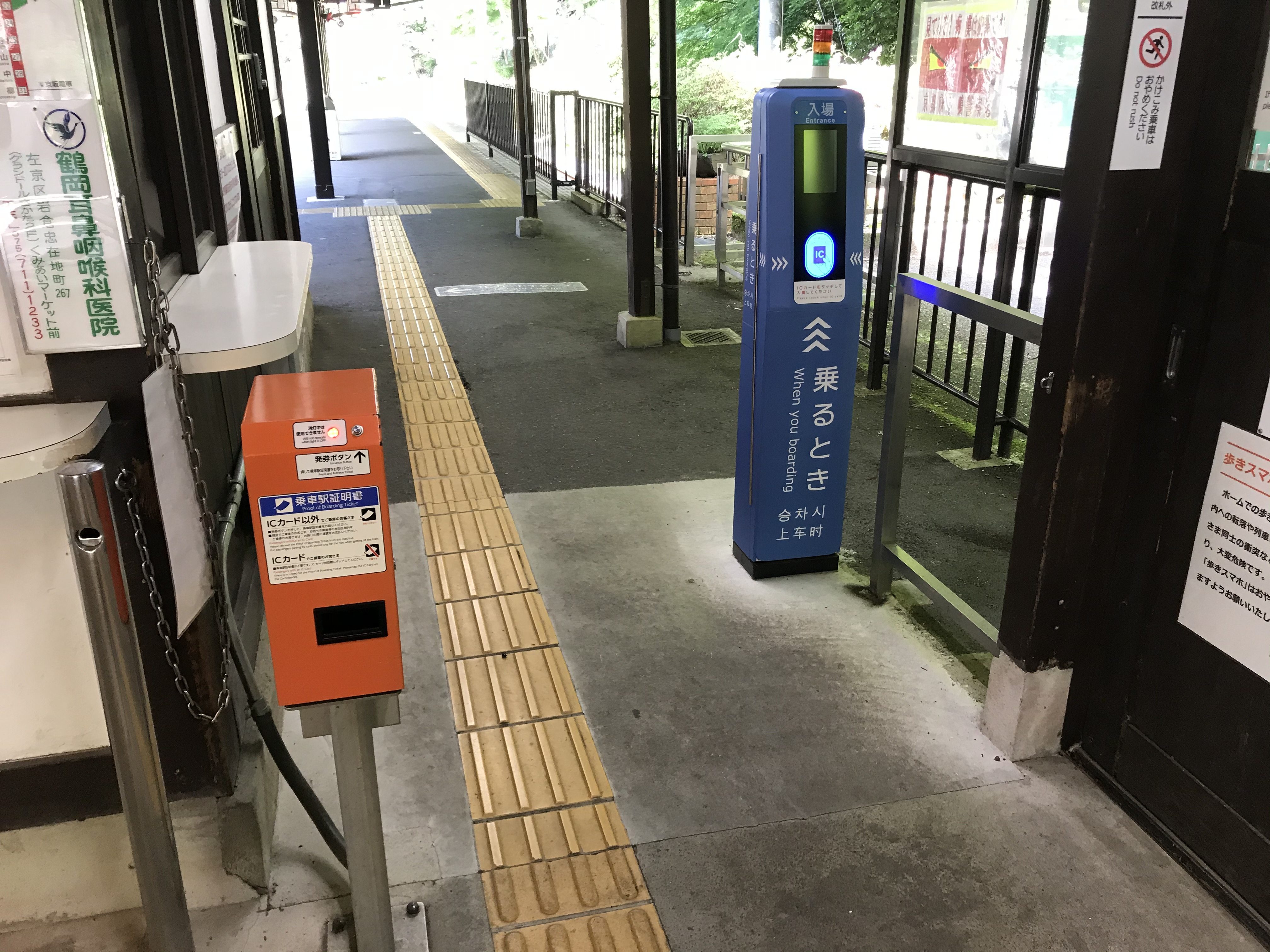
駅入口（2020年5月）
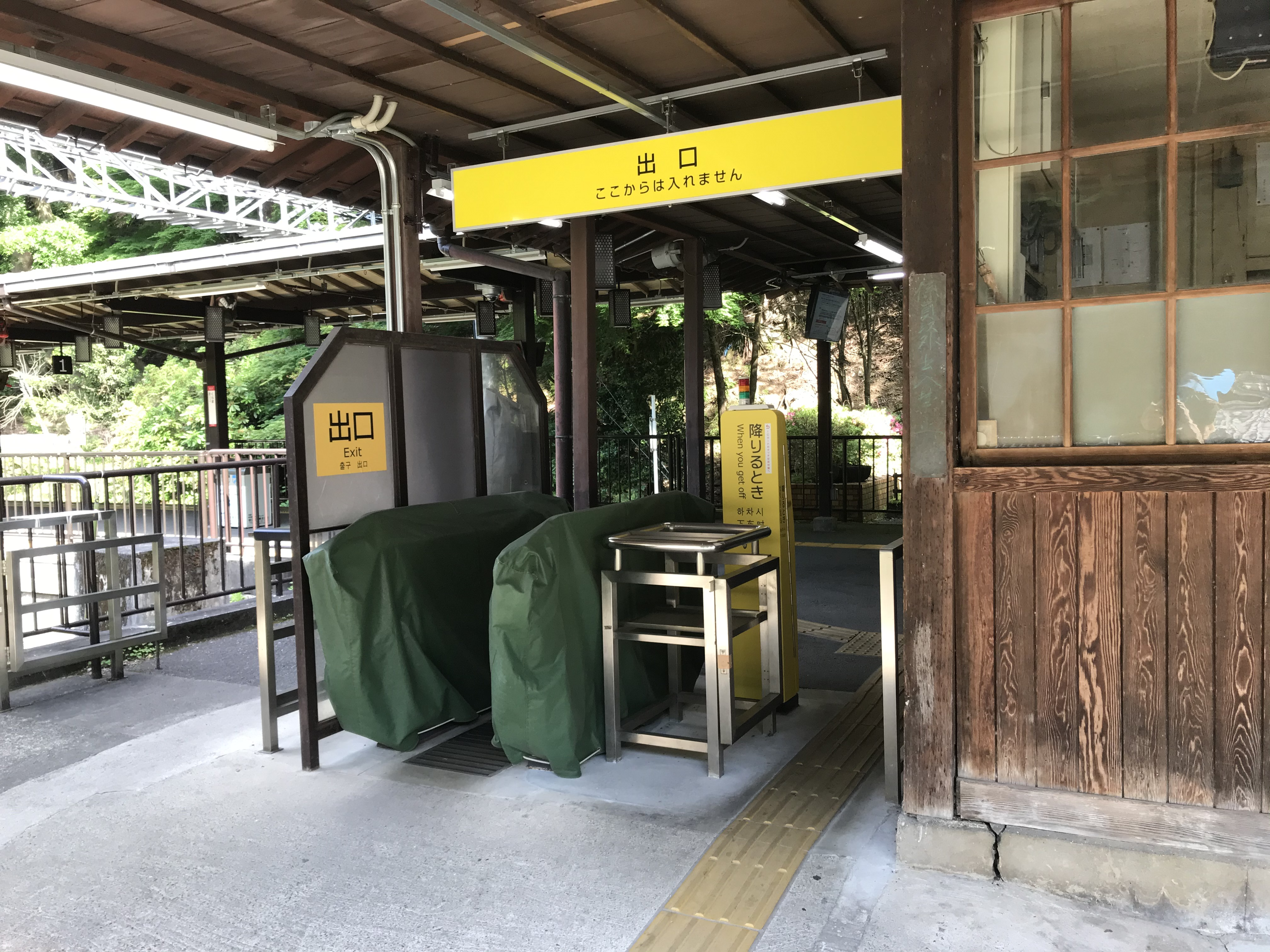
駅出口（2020年5月）
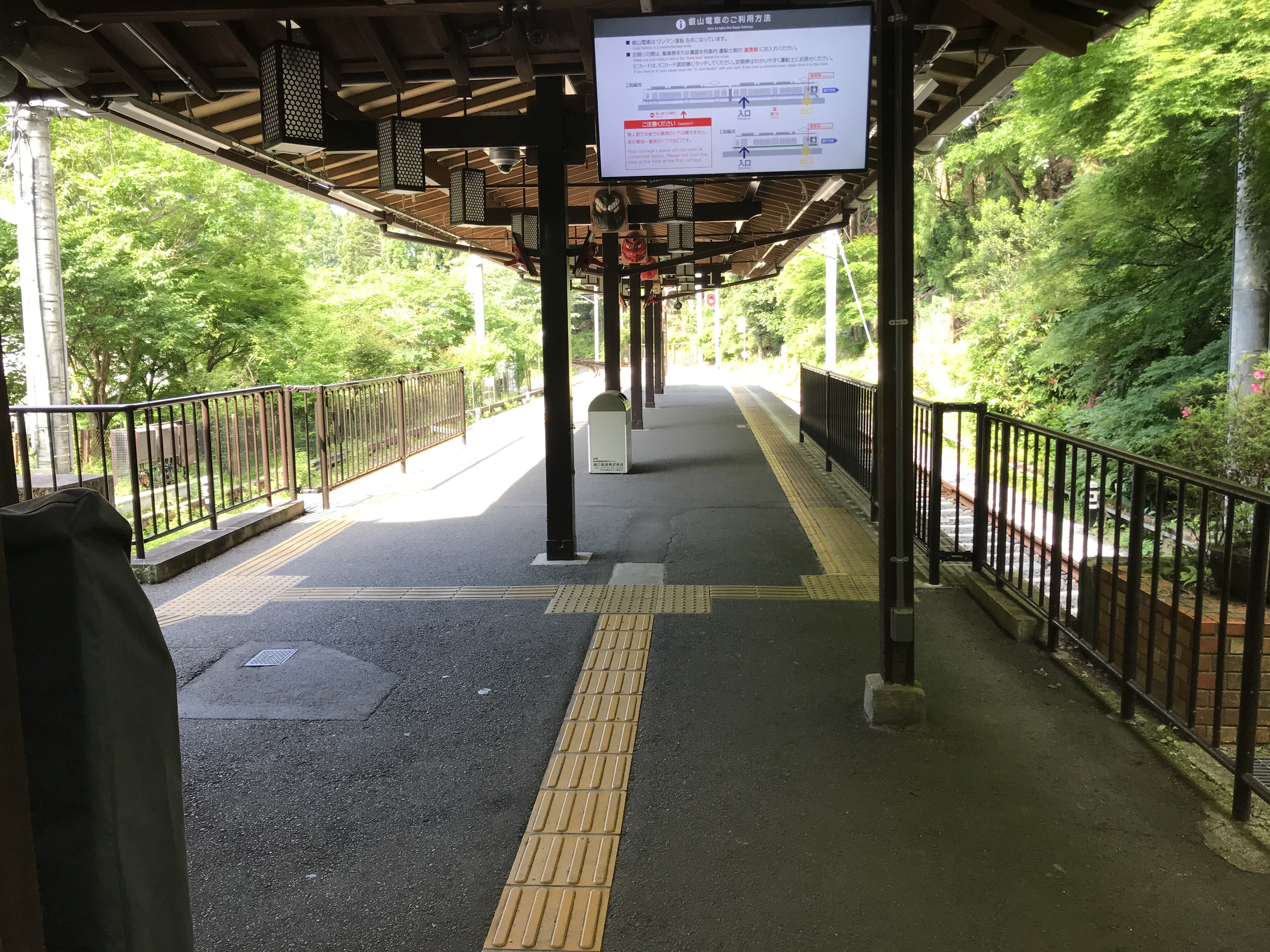
ホーム（2020年5月）
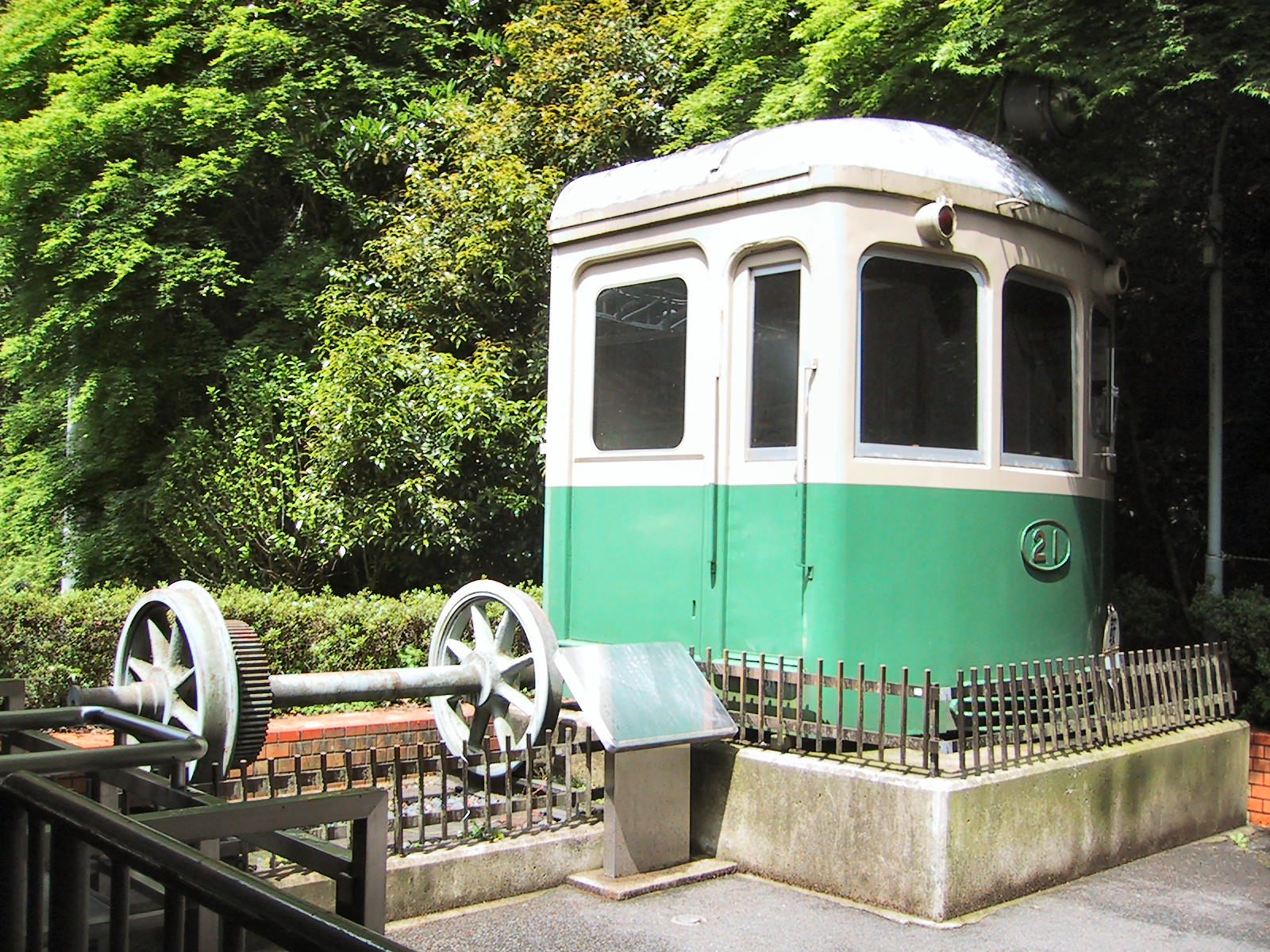
デナ21形電車の先頭部と動輪
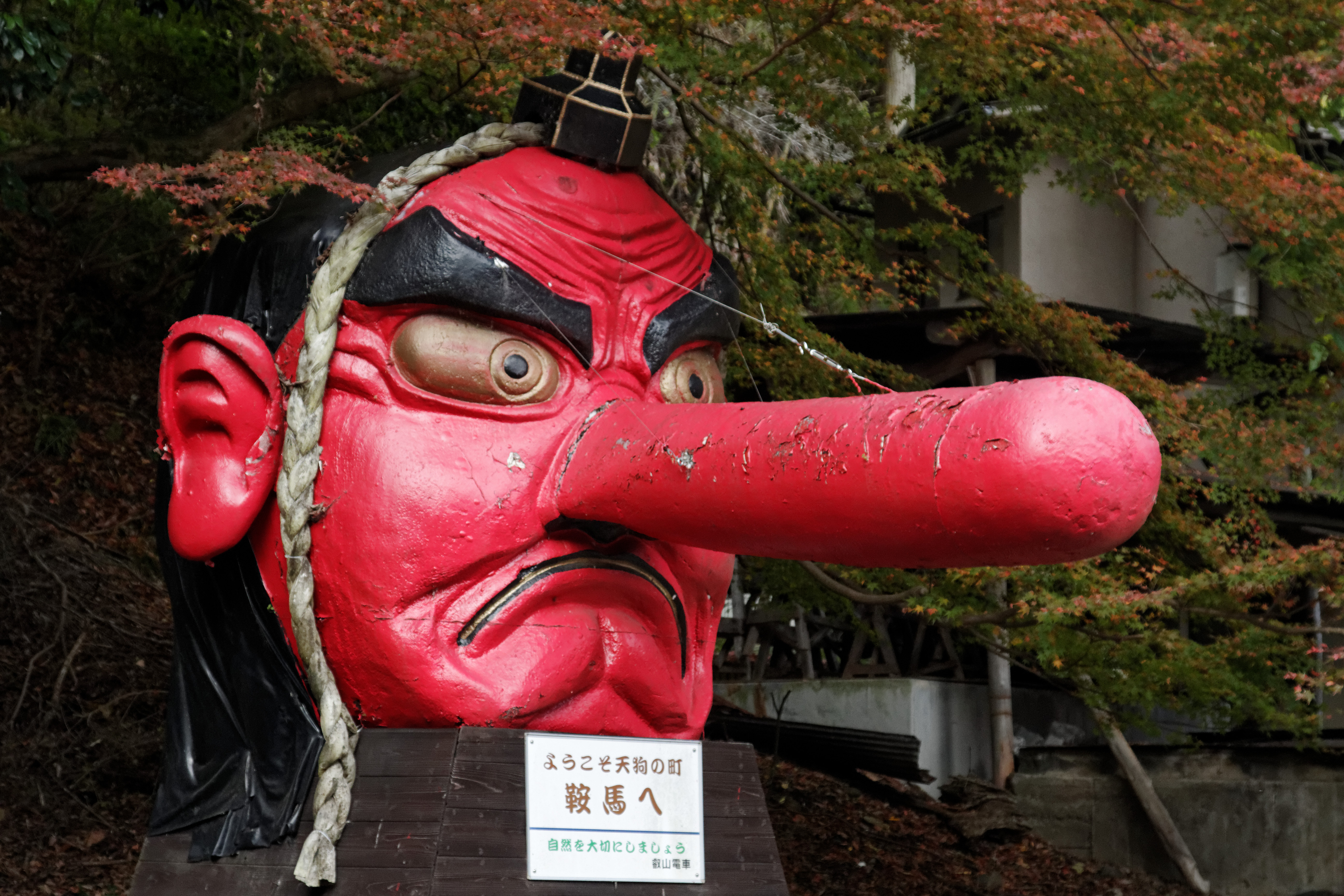
2002年から2019年まで駅前に置かれていた天狗の初代オブジェ

## 駅周辺
駅前は小さいながら広場を有する。半分は駐車場となっているが、天狗のオブジェや土産物店などがあり、くらま温泉の送迎バスなども発着する。
鞍馬街道に出て左に行くとすぐに鞍馬寺の山門がある。街道沿いには昔ながらの民家も多く残っている。山間の狭い所にある集落であり、農耕地は主に駅と反対側の民家裏に少し存在する程度である。2000年代時点では観光以外としては林業が中心であるが、京都市中心部まで40 - 50分程度、大阪市内まで約1時間30分（中之島駅までは約1時間40分）の所要時間であり、通勤通学客もいる。
- 鞍馬寺
  - 鞍馬寺が運営する鞍馬山鋼索鉄道の山門駅は徒歩で約5分、山門（仁王門）を通ってすぐの場所にある。
- 鞍馬山
- 由岐神社
- 鞍馬郵便局
- くらま温泉
- 京都府道38号京都広河原美山線（鞍馬街道）

## バス路線
京都府道38号線沿いに「鞍馬」停留所があり、京都バスの路線が経由する。詳細は下記を参照。
- 32系統[8]：花脊峠・花背山の家・花背交流の森・大悲山口 経由 広河原行／上賀茂神社・堀川通り・北大路堀川・北大路駅 経由 京阪出町柳駅行
- 52系統[8]：鞍馬温泉行／市原・地球研前経由国際会館駅行
- 95系統（北山バーディ号）[9]

備考
- 以前は市原・江文神社前 経由 大原行が春分の日のみ運行されていたが、大原発のみ（片道）に変更したため、鞍馬発のバスは消滅した。なお、運行本数の設定（年に1回）変更は行われなかった。

## 隣の駅
叡山電鉄
■鞍馬線
貴船口駅 (E16) - 鞍馬駅 (E17)
- 括弧内は駅番号を示す。

### 書籍
- 宮脇俊三、原田勝正『大阪・神戸・京都・福岡の私鉄』小学館〈JR・私鉄全線各駅停車 別巻2〉、1993年、123頁。ISBN 4-09-395412-7。
- 今尾恵介（監修）『日本鉄道旅行地図帳』 9 関西2、新潮社、2009年、40頁。ISBN 978-4-10-790027-2。
- 曽根悟（監修） 著、朝日新聞出版分冊百科編集部 編『週刊 歴史でめぐる鉄道全路線 公営鉄道・私鉄』 4号 京福電気鉄道・叡山電鉄・嵯峨野観光鉄道・京都市交通局、朝日新聞出版〈週刊朝日百科〉、2011年4月3日、14-15頁。

### Web資料
- “近畿の駅百選”.  近畿運輸局. 2013年2月6日時点のオリジナルよりアーカイブ。2011年11月23日閲覧。
- “鞍馬停留所”.   京都バス (2020年3月20日). 2020年7月11日閲覧。
- “京都バス運行系統図” (PDF).   京都バス (2020年3月20日). 2020年7月11日閲覧。
- “各駅情報 | 鞍馬駅”.   叡山電鉄. 2016年2月13日閲覧。
- “叡電オリジナルグッズ”.   叡山電鉄. 2016年2月13日閲覧。